# Croton rutilus
Espèce
Croton rutilus est une espèce de plantes à fleurs du genre Croton et de la famille des Euphorbiaceae, présente au Paraguay.
Il a pour synonymes :
- Julocroton pulcher, Croizat
- Julocroton rutilus, Chodat & Hassl.